# 세포점균류
세포점균류(細胞粘菌類)는 원생생물 분류의 하나이다. 동물의 배설물이나 부식질이 풍부한 토양에 많이 살고 있으며, 몸은 간단한 점균아메바이다. 점균아메바는 위변형체를 이루면서 서로 접해 있지만 개체가 독립적으로 존재하기 때문에, 물속에 넣으면 하나하나의 세포로 나누어지게 된다. 그러나 위변형체는 단순한 세포의 집단이 아니라 전체가 하나의 단위체로 행동하며, 이 동안에 위변형체 안에는 장차 자실체의 기반·자루·포자가 될 부분이 각각 정해져 있다. 위변형체는 이동한 후에 먼저 끝부분이 정지하고, 그 위에 뒤따르던 세포 무리가 쌓여 자루가 생기며 주변에는 셀룰로오스가 분비되므로, 세포는 포자가 될 때까지 자루 끝에서 각각 뭉쳐져 포자 덩어리가 된다.

## 하위 종
- Acrasis granulata
- 아크라시스 로세아 (Acrasis rosea)